# Unterseeboot 1107
L'Unterseeboot 1107 ou U-1107 est un sous-marin allemand (U-Boot) de type VIIC/41 utilisé par la Kriegsmarine pendant la Seconde Guerre mondiale.
Le sous-marin fut commandé le 2 avril 1942 à Emden (Nordseewerke), sa quille fut posée le 20 août 1943, il fut lancé le 30 juin 1944 et mis en service le 8 août 1944, sous le commandement de l'Oberleutnant zur See Fritz Parduhn.
Il fut coulé par l'Aviation américaine dans l'Atlantique Nord, en avril 1945.

## Conception
Unterseeboot type VII, l'U-1107 avait un déplacement de 759 tonnes en surface et 860 tonnes en plongée. Il avait une longueur hors-tout de 67,20 m, un maître-bau de 6,20 m, une hauteur de 9,60 m et un tirant d'eau de 4,74 m. Le sous-marin était propulsé par deux hélices de 1,23 m, deux moteurs diesel Germaniawerft F46 de 6 cylindres en ligne de 1 400 cv à 470 tr/min, produisant un total de 2 060 à 2 350 kW en surface et de deux moteurs électriques Siemens-Schuckert GU 343/38-8 de 375 cv à 295 tr/min, produisant un total 550 kW, en plongée. Le sous-marin avait une vitesse en surface de 17,7 nœuds (32,8 km/h) et une vitesse de 7,6 nœuds (14,1 km/h) en plongée. Immergé, il avait un rayon d'action de 80 milles marins (150 km) à 4 nœuds (7,4 km/h; 4,6 milles par heure) et pouvait atteindre une profondeur de 230 m. En surface son rayon d'action était de 8 500 milles nautiques (soit 15 700 km) à 10 nœuds (19 km/h).
L'U-1107 était équipé de cinq tubes lance-torpilles de 53,3 cm (quatre montés à l'avant et un à l'arrière) et embarquait quatorze torpilles. Il était équipé d'un canon de 8,8 cm SK C/35 (220 coups), d'un canon antiaérien de 20 mm Flak et d'un canon 37 mm Flak M/42 qui tire à 15 350 mètres avec une cadence théorique de 50 coups par minute. Il pouvait transporter 26 mines TMA ou 39 mines TMB. Son équipage comprenait 4 officiers et 40 à 56 sous-mariniers.

## Historique
L'U-1107 est l'un d'une dizaine de sous-marins allemands équipé à sa construction d'un revêtement de caoutchouc de 4 mm d'épaisseur. La technologie des tuiles anéchoïques est développée par l'Allemagne durant la Seconde Guerre mondiale, sous le nom de code Alberich (un sorcier invisible de la mythologie allemande). Elles atténuent les sons dans la plage de fréquences de 10 à 18 kHz, à 15 % de leur puissance initiale. Cette plage de fréquences correspondait à celles des premiers sonars ASDIC utilisés par les Alliés. Grâce à ce revêtement, la portée opérationnelle des ASDIC était réduite de 2 000 mètres à 300 mètres.
Ce revêtement équipait les sous-marins suivants : Type IIB : U-11 ; Type VIIC : U-480, U-485 et U-486 ; Type VIIC/41 : U-1105, U-1106, U-1107, U-1304, U-1306 et U-1308 ; et Type XXIII : U-4704 (en), U-4708 et U-4709 (en).
Il est en formation initiale dans la 8. Unterseebootsflottille jusqu'au 15 février 1945, puis il intégra son unité de combat dans la 11. Unterseebootsflottille.
Sa première patrouille est précédée d'un court passage de Kiel à Horten. Elle commence le 29 mars 1945 au départ d'Horten pour les eaux françaises. Le 18 avril 1945, à 10 h 15, l'U-1107 tire trois torpilles contre deux navires du convoi HX-348, à environ 70 milles à l'ouest de Brest. Le Cyrus H. McCormick est touché par une torpille du côté tribord et coule en moins de quatre minutes, emportant six des 53 membres d'équipage. Le tanker britannique Empire Gold perd 43 membres d'équipage dans l'attaque, quatre survivants sont secourus par le navire de sauvetage britannique Gothland.
Le 30 avril 1945, l'U-1107 est coulé à son tour dans le golfe de Gascogne à l'ouest de Brest, à la position 48° 12′ N, 5° 42′ O, par une torpille homing (Acoustic homing (en)) d'un Liberator américain du VP-103 USN / K. 
Au moins trente-sept membres d'équipage meurent dans cette attaque. Aucune liste d'équipage officielle n'étant dressée par l'U-Boot lors de son unique patrouille, seuls 37 hommes sont identifiés ; le nombre exact de morts est inconnu.

## Affectations
- 8. Unterseebootsflottille du 8 août 1944 au 15 février 1945 (Période de formation).
- 11. Unterseebootsflottille du 16 février 1945 au 30 avril 1945 (Unité combattante).

## Commandement
- Kapitänleutnant Fritz Parduhn du 8 août 1944 au 30 avril 1945.

## Patrouilles
|       | Commandant           | Départ       | Départ | Arrivée       | Arrivée | Jours    | Succès   |
| ----- | -------------------- | ------------ | ------ | ------------- | ------- | -------- | -------- |
|       | Kptlt. Fritz Parduhn | 24 mars 1945 | Kiel   | 27 mars 1945  | Horten  | 4 jours  |          |
| 1     | Kptlt. Fritz Parduhn | 29 mars 1945 | Horten | 30 avril 1945 | Coulé   | 33 jours | 15 209   |
| Total | Total                | Total        | Total  | Total         | Total   | 37 jours | 15 209 t |

Note : Kptlt. = Kapitänleutnant

## Navires coulés
L'U-1107 a coulé deux navires de guerre totalisant 15 209 tonneaux au cours de l'unique patrouille (37 jours en mer) qu'il effectua.
| Date          | Nom                | Nationalité | Tonnage | Convoi | Fait  | Localisation        |
| ------------- | ------------------ | ----------- | ------- | ------ | ----- | ------------------- |
| 18 avril 1945 | Cyrus H. McCormick | USA         | 7 181   | HX-348 | Coulé | 47° 47′ N, 6° 26′ O |
| 18 avril 1945 | Empire Gold        | Royaume-Uni | 8 028   | HX-348 | Coulé | 47° 47′ N, 6° 26′ O |